# VK Olimp
VK Olimp est un club russe de volley-ball fondé en 2007 et basé à Kouïbychev, évoluant pour la saison 2017-2018 en Majeure Ligue A.

## Effectifs

### Saison 2017-2018
| No                                           | Nom                                          | Date de naissance                            | Taille                         | Poids                          | Poste                          |
| -------------------------------------------- | -------------------------------------------- | -------------------------------------------- | ------------------------------ | ------------------------------ | ------------------------------ |
| 1                                            | Iekaterina Sokolova                          | 31 août 1998                                 | 185                            |                                | Réceptionneuse-attaquante      |
| 2                                            | Olga Mikoulina                               | 24 juillet 1993                              | 188                            | 80                             | Centrale                       |
| 3                                            | Anna Vakhtourova                             | 22 août 1998                                 | 175                            | 71                             | Réceptionneuse-attaquante      |
| 4                                            | Sofia Brattchikova                           | 25 février 2002                              | 162                            |                                | Libero                         |
| 7                                            | Aleksandra Ouchmodina                        | 25 mai 1999                                  | 175                            | 61                             | Réceptionneuse-attaquante      |
| 8                                            | Olga Chkolnikova                             | 22 août 1988                                 | 202                            | 95                             | Centrale                       |
| 9                                            | Kristina Klimova                             | 3 août 2001                                  | 170                            | 53                             | Passeuse                       |
| 10                                           | Ksenia Soudakova                             | 13 juin 1993                                 | 176                            | 68                             | Réceptionneuse-attaquante      |
| 11                                           | Iana Golovnitskaïa                           | 2 mars 1995                                  | 185                            | 71                             | Centrale                       |
| 12                                           | Ioulia Chkliaeva                             | 6 mai 1996                                   | 171                            | 59                             | Passeuse                       |
| 15                                           | Emilia Fedotova                              | 4 août 1990                                  | 175                            | 61                             | Réceptionneuse-attaquante      |
| 16                                           | Marina Leous                                 | 8 décembre 1995                              | 184                            | 74                             | Réceptionneuse-attaquante      |
| 17                                           | Daria Tkatchiova                             | 4 juillet 1997                               | 193                            | 79                             | Réceptionneuse-attaquante      |
|                                              |                                              |                                              |                                |                                |                                |
| Encadrement technique                        | Encadrement technique                        |                                              | Légende                        | Légende                        | Légende                        |
| Entraîneur : Nikolaï Simonenko               | Entraîneur : Nikolaï Simonenko               | Entraîneur : Nikolaï Simonenko               | : Capitaine                    | : Capitaine                    | : Capitaine                    |
| Entraîneur(s) adjoint(s) : Vitali Kouznetsov | Entraîneur(s) adjoint(s) : Vitali Kouznetsov | Entraîneur(s) adjoint(s) : Vitali Kouznetsov | : Joueuse blessée actuellement | : Joueuse blessée actuellement | : Joueuse blessée actuellement |